# Зоркино (Крым)
Зо́ркино (до 1945 года Дула́т; укр.  Зоркіне, крымскотат. Dulat, Дулат) — село в Нижнегорском районе Республики Крым, центр Зоркинского сельского поселения (согласно административно-территориальному делению Украины — Зоркинского сельского совета Автономной Республики Крым).

## Население
| 2001 | 2014  |
| ---- | ----- |
| 1478 | ↘1099 |

Всеукраинская перепись 2001 года показала следующее распределение по носителям языка
| Язык             | Процент |
| ---------------- | ------- |
| русский          | 70.77   |
| крымскотатарский | 16.98   |
| украинский       | 11.03   |
| другие           | 0.07    |

### Динамика численности
| - 1805 год — 55 чел. - 1864 год — 20 чел. - 1886 год — 92 чел. - 1889 год — 113 чел. - 1892 год — 178 чел. - 1900 год — 172 чел. - 1911 год — 150 чел. - 1915 год — 69/66 чел. | - 1926 год — 206 чел. - 1939 год — 278 чел. - 1974 год — 983 чел. - 1989 год — 779 чел. - 2001 год — 1478 чел. - 2009 год — 1360 чел. - 2014 год — 1099 чел. |

## Современное состояние
На 2017 год в Зоркино числится 9 улиц; на 2009 год, по данным сельсовета, село занимало площадь 96 гектаров на которой, в 464 дворах, проживало более 1,3 тысячи человек. В селе действует средняя школа-детский сад, амбулатория общей практики семейной медицины, отделение почты России, сельский дом
культуры библиотека-филиал № 8. Зоркино связано автобусным сообщением с Симферополем, райцентром и соседними населёнными пунктами.

## География
Зоркино — село на северо-западе района, в степном Крыму, высота центра села над уровнем моря — 17 м. Соседние сёла: Нежинское в 2,5 км на север, Межевое в 2,5 км на юг и Кунцево в 2,5 км на запад. Расстояние до райцентра — около 18 километров (по шоссе), ближайшая железнодорожная станция — платформа 30 км (в селе Михайловка, на линии Джанкой — Феодосия) — примерно в 8 километрах. Транспортное сообщение осуществляется по региональной автодороге 35Н-384 Уютное — Зоркино — Чкалово (по украинской классификации — С-0-10928).

## История
Первое документальное упоминание села встречается в Камеральном Описании Крыма… 1784 года, судя по которому, в последний период Крымского ханства Девлет входил в Таманский кадылык Карасъбазарскаго каймаканства. После присоединения Крыма к России (8) 19 апреля 1783 года, (8) 19 февраля 1784 года, именным указом Екатерины II сенату, на территории бывшего Крымского Ханства была образована Таврическая область и деревня была приписана к Перекопскому уезду. После Павловских реформ, с 1796 по 1802 год, входила в Перекопский уезд Новороссийской губернии. По новому административному делению, после создания 8 (20) октября 1802 года Таврической губернии, Дулат был включён в состав Таганашминской волости Перекопского уезда.
Согласно Ведомости о всех селениях, в Перекопском уезде состоящих с показанием в которой волости сколько числом дворов и душ… от 21 октября 1805 года, в деревне Дулат в 9 дворах проживало 55 крымских татар. Затем, видимо, вследствие эмиграции крымских татар в Турцию, деревня опустела и на военно-топографической карте генерал-майора Мухина 1817 года деревня Дередулат обозначена пустующей. Деревню, очевидно, заселили вновь, поскольку учли в «Ведомости о казённых волостях Таврической губернии 1829 года» и отнесли к Башкирицкой волости (переименованной из Таганашминской). На карте 1836 года в деревне 15 дворов, а на карте 1842 года Дулат обозначен условным знаком «малая деревня», то есть, менее 5 дворов.
В 1860-х годах, после земской реформы Александра II, деревню включили в состав Владиславской волости. Согласно «Списку населённых мест Таврической губернии по сведениям 1864 года», составленному по результатам VIII ревизии 1864 года, Дулат — владельческая татарская деревня с 5 дворами и 20 жителями при колодцах.По обследованиям профессора А. Н. Козловского начала 1860-х годов, в селении вода в колодцах глубиной 3—5 саженей (6—10 м) была частью пресная, а чаще солёная. Согласно «Памятной книжке Таврической губернии за 1867 год», деревня Дулат была покинута жителями в 1860—1864 годах, в результате эмиграции крымских татар, особенно массовой после Крымской войны 1853—1856 годов, в Турцию и оставалась в развалинах. На трёхверстовой карте Шуберта 1865—1876 года деревня Дулат обозначена с 15 дворами. В 1886 году, на месте татарской деревни, крымскими немцами, католиками и лютеранами, на 1040 десятинах земли, было основано поселение Блюменталь, которое, согласно утверждённым 3 июля 1871 года Александром II Правилам устройства поселян-собственников (бывших колонистов), приписали к немецкой Эйгенфельдской волости. На 1886 год в немецкой колонии Блюменталь (Дулат), согласно справочнику «Волости и важнѣйшія селенія Европейской Россіи», уже проживало 92 человека в 20 домохозяйствах, имелось волостное правление, протестантский молитвенный дом, действовали школа и лавка. В «Памятной книге Таврической губернии 1889 год», по результатам Х ревизии 1887 года, в деревне Блюменталь числилось 18 дворов и 113 жителей.
После земской реформы 1890 года
Земская реформа Дулат отнесли к Ак-Шеихской волости. По «…Памятной книжке Таврической губернии на 1892 год» в деревне, составлявшей Дулатское сельское общество, числилось 178 жителей в 28 домохозяйствах. По «…Памятной книжке Таврической губернии на 1900 год» в деревне Дулат числилось 172 жителя в 30 дворах, в 1911—150. По Статистическому справочнику Таврической губернии. Ч.II-я. Статистический очерк, выпуск пятый Перекопский уезд, 1915 год, в деревне Дулат Ак-Шеихской волости Перекопского уезда числилось 7 дворов (все дворы с землёй) с немецким населением в количестве 69 человек приписных жителей и 66 — «посторонних», из которых 71 мужчина и 64 женщины. Жители владели 1040 десятинами удобной земли. В хозяйствах имелось 145 лошадей, 27 волов, 53 коровы и 59 голов мелкого скота.
После установления в Крыму Советской власти, по постановлению Крымревкома от 8 января 1921 года № 206 «Об изменении административных границ» была упразднена волостная система и в составе Джанкойского уезда был создан Джанкойский район. В 1922 году уезды преобразовали в округа. 11 октября 1923 года, согласно постановлению ВЦИК, в административное деление Крымской АССР были внесены изменения, в результате которых округа были ликвидированы, основной административной единицей стал Джанкойский район и село включили в его состав. Согласно Списку населённых пунктов Крымской АССР по Всесоюзной переписи 17 декабря 1926 года, в селе Дулат, Ак-Шеихского сельсовета Джанкойского района, числилось 43 двора, все крестьянские, население составляло 206 человек, из них 192 немца, 9 русских, 4 украинцев, 1 записан в графе «прочие», действовала немецкая школа. К 1931 году население составило 238 человек. 30 апреля 1930 года с селе был создан колхоз «Землероб». Постановлением КрымЦИКа от 15 сентября 1930 года был создан Биюк-Онларский район (указом Президиума Верховного Совета РСФСР № 621/6 от 14 декабря 1944 года переименованный в Октябрьский), теперь как немецкий национальный, в который включили село.
Постановлением Президиума КрымЦИКа «Об образовании новой административной территориальной сети Крымской АССР» от 26 января 1935 года был образован Колайский район (переименованного указом ВС РСФСР № 621/6 от 14 декабря 1944 года в Азовский) и село включили в его состав. Видимо, в те годы был образован сельсовет, поскольку на 1940 год он уже существовал. По данным всесоюзной переписи населения 1939 года в селе проживало 278 человек. Вскоре после начала Великой Отечественной войны, 18 августа 1941 года крымские немцы были выселены, сначала в Ставропольский край, а затем в Сибирь и северный Казахстан.
В года Великой Отечественной войны на фронтах и в партизанских отрядах воевали 33 жителя Дулата, все награждены орденами и медалями, погибли в боях 9 человек. В их честь в 1966 году, по другим данным — в 1982 году в центре села был установлен памятный знак в виде стелы, обелиска на постаменте. Постановлением Совета министров Республики Крым № 627 от 20 декабря 2016 года памятник отнесён к категории объектов культурно-исторического наследия России регионального значения.
После освобождения Крыма от фашистов в апреле, 12 августа 1944 года было принято постановление № ГОКО-6372с «О переселении колхозников в районы Крыма» и в сентябре 1944 года в Азовский район Крыма приехали первые новоселы (162 семьи) из Житомирской области, а в начале 1950-х годов последовала вторая волна переселенцев из различных областей Украины. Указом Президиума Верховного Совета РСФСР от 21 августа 1945 года Дулат был переименован в Зоркино и Дулатский сельсовет — в Зоркинский. Колхоз «Землероб» был переименован в имени Розы Люксембург (с 1951 года — «Завет Ильича». С 25 июня 1946 года Зоркино в составе Крымской области РСФСР, а 26 апреля 1954 года Крымская область была передана из состава РСФСР в состав УССР. Время включения в состав Новосельцевского сельсовета пока не установлено: на 15 июня 1960 года село уже в его составе. Указом Президиума Верховного Совета УССР «Об укрупнении сельских районов Крымской области», от 30 декабря 1962 года Азовский район был упразднён и село присоединили к Джанкойскому. 1 января 1965 года, указом Президиума ВС УССР «О внесении изменений в административное районирование УССР — по Крымской области», включили в состав Нижнегорского. Видимо, ходе той же кампании укрупнения (на 1968 год) Зоркино переподчинили в состав Михайловского сельсовета, а в период до 1977 года был воссоздан Зоркинский. В «Крымскотатарской энциклопедии» приводятся сведения, что по переписи 1989 года в селе проживало 779 человек, что плохо согласуется с другими статистическими данными. С 12 февраля 1991 года село в восстановленной Крымской АССР, 26 февраля 1992 года переименованной в Автономную Республику Крым. С 21 марта 2014 года в составе Крыма аннексировано Россией.